# Matthew Risman
Matthew Risman es un personaje ficticio, en el Universo Marvel y un enemigo mortal de los mutantes, incluidos los X-Men.

## Biografía
Un francotirador entrenado, Matthew Risman estaba en medio de un golpe cuando de repente recibió una llamada diciéndole que regresara a su casa. Dejando a su objetivo, Risman corrió a su casa, arrastró a su esposa e hija de su hogar unos segundos antes de que una montaña se derrumbara sobre ella, eliminándola por completo. Cuando el trío miró su casa dañada, apareció el hombre que había informado a Risman del desastre que se avecinaba, William Stryker. Convence a Risman que tenía acceso al conocimiento de los acontecimientos futuros, Stryker reclutó a Risman en los Purificadores, un grupo que creía que era su misión sagrada para erradicar los pocos mutantes que permanecieron después de M-Day.
Después de los eventos que Stryker previó mientras aprovechaba la memoria dañada del futuro de Nimrod, Stryker y los Purificadores comenzaron a matar mutantes y ex mutantes, intentando alterar el futuro visto por Nimrod a uno donde los Purificadores triunfaron durante su ataque al Instituto Xavier. Debido a un cambio entre X-23 y Dust, los Purificadores creyeron que habían eliminado a los mutantes correctos, permitiéndoles triunfar. Sorprendidos por el interruptor, los Purificadores fueron derrotados, Stryker fue asesinado, y Risman quedó horriblemente marcado por una Dust enojada. 

### Messiah Complex
En el crossover de X-Men: Messiah Complex, los Purificadores son una de las tres facciones, junto con X-Men y Merodeadores, en busca del primer bebé mutante nacido desde el M-Day.
Los tres grupos fueron alertados sobre el nacimiento del bebé más o menos simultáneamente, y se dirigieron a la remota aldea de Alaska donde tuvo lugar el nacimiento. La fuerza de tareas del Purificador golpeó a los X-Men y los Merodeadores en la escena, y procedió a eliminar a todos los niños de la ciudad, para asegurarse de que el bebé mutante no sobreviviera. Luego fueron atacados por los Merodeadores, quienes mataron a varios Purificadores. Para cuando los X-Men llegaron a la escena, los dos equipos de villanos se habían marchado y se desconocía el paradero del bebé. 
Cuando los New X-Men descubrieron el papel de los Purificadores en esto, Surge llevó a un escuadrón a atacar a los Purificadores en su base, lo que obligó a Rictor, el topo de los X-Men, a volar su portada. Hellion reconoció y atacó a Risman, pero fue apuñalado en el pecho por Lady Deathstrike, a quien Risman había contratado, junto con sus Reavers, para ayudarlo a matar al niño mutante y los X-Men.

### X-Force
Después de no poder matar al mesías mutante, Risman pronto reagrupa a los Purificadores, y puede resucitar a Bastion para que sea un nuevo asesor y profeta de los Purificadores. Sin embargo, rápidamente se da cuenta de que Bastion básicamente está forzando a Risman a salir, habiendo resucitado a muchos asesinos prominentes de mutantes, entre ellos William Stryker, Bolivar Trask, Graydon Creed y otros, para formar una nueva alianza para destruir al género mutuo. Risman envía su nuevo ejército personal, The Choir, para atacar a Bastion y sus leales en un mitin liderado por el resucitado Stryker, encontrando a Bastion como el único sobreviviente aparente.
Risman afirma que Bastion y aquellos que resucitó no son humanos y que las abominaciones impías deben ser destruidas. Pero antes de que pueda parar, Bastion Arcángel llega en busca de aquellos que tomaron sus alas. Durante la conmoción causada por Arcángel y la llegada de X-Force, Risman persigue a Magus, pero se sorprende al encontrar a Eli absorbiendo parte de Magus. Risman intenta disparar a Eli, pero falla y es capturado, pero antes de que Eli pueda alimentarse, Risman recibe un disparo en la cabeza por X-23.

## Poderes y habilidades
Al ser humanos de referencia, ni Risman ni los Purificadores poseen habilidades sobrehumanas para hablar, confiando en una tecnología superior en su campaña genocida contra los mutantes. Los Purificadores poseen una variedad de armamentos y municiones mortales, algunas armas más convencionales como rifles de asalto y cohetes antitanques, así como equipos más avanzados y costosos como armas basadas en Vibranium. El grupo también utilizó el conocimiento contenido dentro de los bancos de memoria de Nimrod con gran efecto, aunque esa ventaja se perdió cuando el Centinela se reactivó y destruyó a sus guardianes, antes de ser derrotado por los New X-Men.
Risman es un asesino a sueldo entrenado, por lo que está altamente entrenado, como todos los demás Purificadores, que han demostrado ser capaces de defenderse contra los O.N.E. y los X-Men. Su creencia en la rectitud de sus acciones y su creencia de que están cumpliendo la obra de Dios matando a mutantes es una fuente de gran fortaleza para el grupo, permitiéndoles cometer actos que harían que más individuos morales y razonados se encogieran y permitiéndoles sostener su terreno frente a grandes probabilidades o derrotas pasadas. Combinados con su naturaleza secreta y su determinación fanática, los Purificadores son, sin duda, un enemigo mortal y una causa de gran preocupación por los mutantes restantes.

## En otros medios
- Matthew Risman es mencionado repetidamente en The Gifted por su hermana, la Dra. Madeline Garber (interpretada por Kate Burton) y es el fundador de los Purificadores en esta continuidad.